# Kamen Rider Spirits
Kamen Rider SPIRITS (仮面ライダーSPIRITS Kamen Raidā Supirittsu) è una serie manga seinen basata sulle serie di Kamen Rider scritta e disegnata da Kenichi Muraeda. La storia si concentra sui primi dieci Kamen Rider (da Ichigo a ZX). La prima serie di SPIRITS venne interrotta quando la rivista Magazine Z cessò la sua pubblicazione e poi venne ricominciata su Mothnly Shōnen Magazine con il nome Shin Kamen Rider SPIRITS (新・仮面ライダーSPIRITS Shin Kamen Raidā Supirittsu).

## Sintesi
Ambientato dopo gli eventi di Kamen Rider Super-1, Kamen Rider SPIRITS segue le imprese dei nove Kamen Rider originali in varie storie autoconclusive. Dopo i primi capitoli, viene introdotto il decimo Rider, Kamen Rider ZX (Zet Cross), ignorando gli eventi dello special televisivo 10gō tanjō! Kamen Raider zen'in shūgō!! e facendo una nuova storia di origine. Il manga risolve anche alcuni buchi di trama delle serie originali, tipo come ha fatto Riderman a salvarsi dal missile atomico di Destron e perché Tackle, la compagna di Kamen Rider Stronger, non è riconosciuta come Kamen Rider.

## Archi narrativi
Il manga è composto da tre archi narrativi. Il primo arco è formato da quasi una ventina di capitoli  che vedono i vari Rider compiere delle imprese, in vari paesi del mondo, contro le creature di una nuova misteriosa organizzazione. Dopo aver scoperto varie attività sospettose intorno al mondo, i Rider capiscono che un nuovo nemico sta sorgendo e quindi si riuniscono.
Il secondo arco del manga è intitolato Kamen Rider ZX: Forget Memories si concentra su Kamen Rider ZX e introduce il malvagio Impero Badan. All'inizio ZX è un cyborg al servizio di Badan, ma dopo aver incontrato i precedenti Kamen Rider, uno scienziato, che era amico di suo padre, e sua figlia, ZX iniziò a ricordarsi della sua originale identità, di come è diventato un cyborg e decise di schierarsi dalla parte della giustizia.
Il terzo arco si intitola Kamen Rider ZX: Dragon Road che vede ZX combattere insieme agli altri Kamen Rider contro Badan e gli eserciti di mostri delle varie organizzazioni antagoniste del passato, riportati in vita da Badan.

## Capitoli
First tankōbon
1. Skyscraper Gale
2. The Lone Battlefield 1
3. The Lone Battlefield 2
4. Pride of the Hot Sand 1
5. Pride of the Hot Sand 2
Second tankōbon
6. Memories of a Right Arm
7. Sea of Destruction 1
8. Sea of Destruction 2
9. Tears of God 1
10. Tears of God 2
Third tankōbon
11. The Stray Thunderbolt 1
12. The Stray Thunderbolt 2
13. Promises of the Sky 1
14. Promises of the Sky 2
15. Legend of the Stars 1
16. Legend of the Stars 2
17. Legend of the Stars 3
Fourth tankōbon - ZX: Forget Memories
18. Assault
19. Darkness
20. Encounter
21. Escape
22. Rage
23. Rumi
Fifth tankōbon
24. Attack
25. Thorn
26. Demon
27. Contact
28. Redemption
29. Target
30. Flash
Sixth tankōbon
31. Henshin
32. Secret
33. Battle
34. Judo
35. Remembrance
36. Separation
37. Lies
38. Revenge
Seventh tankōbon
39. Cult
40. Rescue
41. Conquest
42. Invasion
43. Coup
44. Shinjuku
45. The Greater Leader
Eighth tankōbon - ZX: Dragon Road
46. Arrival
47. Sacrifice
48. Clash
49. Name
50. Prologue
51. Syndrome
52. Participation 1
53. Participation 2
Ninth tankōbon
54. Union
55. Journey
56. Unit
57. Capital
58. Shield
Tenth tankōbon
59. Spirit Union
60. Number Fourth
61. Rush
62. Ice Fang
63. Graveyard
Eleventh tankōbon
64. Light Fang
65. Labyrinth
66. Hell Car
67. Teacher
68. Training
Twelfth tankōbon
69. Whirlpool
70. New Finisher
71. Ocean Battle
72. Belt of Life
73. Immortal Man
Thirteenth tankōbon
74. Inherit
75. Get Back
76. Moving
77. Evolution
78. Next Evolution
79. Final Evolution
Fourteenth tankōbon
80. Warrior's Essence
81. Surpassing Greed
82. Return
83. Fiery Giant
84. With the Soul
85. Setup
86. Father
Fifteenth tankōbon
87. Shift
88. The Shadow's Trump Card
89. Friend
90. Garanda
91. Love
92. Strength
Sixteenth tankōbon
93. Warrior of Justice
94. The One Who Will Rule
95. Mixture
96. The Fang of Dual Sovereignty